# Provincia di Lomami
La provincia di Lomami, (francese: province du Lomami) è una delle 26 province della Repubblica Democratica del Congo. Il suo capoluogo è la città di Kabinda.
La provincia si trova nel Congo centrale.
Nel precedente ordinamento amministrativo del Congo (in vigore fino al 2015) la provincia non esisteva in quanto faceva parte della più ampia Kasai Orientale.

## Geografia antropica

### Suddivisioni amministrative
La provincia di Lomami, è suddivisa nelle città di Kabinda (capoluogo) e Mwene-Ditu ed in 5 territori:
- territorio di Luilu, capoluogo: Luputa;
- territorio di Kabinda, capoluogo: Kabinda;
- territorio di Lubao, capoluogo: Lubao;
- territorio di Ngandajika, capoluogo: Ngandajika;
- territorio di Kamiji, capoluogo Kamiji